# لئاندرو
لئاندرو (به اسپانیایی: Leandro N. Alem) یک منطقهٔ مسکونی در آرژانتین است که در بخش د لئاندرو ان آلم واقع شده‌است. لئاندرو ۲٬۵۴۱ نفر جمعیت دارد و ۷۰ متر بالاتر از سطح دریا واقع شده‌است.